# مجلة دراسات سياسات الإعاقة
مجلة دراسات سياسة الإعاقة هي مجلة أكاديمية فصلية تخضع لمراجعة الأقران، وتُعنى بمجال دراسات الإعاقة، بما في ذلك القضايا المرتبطة بالأخلاقيات، والسياسات العامة، والقوانين المتعلقة بالأشخاص ذوي الإعاقة. يشغل منصب رئيسي التحرير كل من ميتشل ييل (من جامعة كارولينا الجنوبية) وجيمس جي. شراينر (من جامعة إلينوي). تأسست المجلة عام 1990، وتُنشر حاليًا من قبل دار SAGE Publications بالتعاون مع معهد هاميل للإعاقة.

## التجريد والفهرسة
تُلخَّص المجلة وتُفهرَس في قواعد البيانات التالية:
- سينال.
- صفحات المحتويات في التعليم.
- مجموعة EBSCO للتمريض والصحة المتحالفة.
- ملخصات البحوث التربوية على الإنترنت.
- إلسفير بايوبيس.
- إي إم كير.
- بايس الدولية.
- معلومات نفسية.
- سكوبس.
- ملخصات اجتماعية.

وفقًا لتقارير الاستشهاد بالمجلات، بلغ عامل التأثير لمجلة دراسات سياسة الإعاقة لعام 2017 نحو 1.104، مما يضعها في المرتبة 47 من بين 69 مجلة ضمن فئة "إعادة التأهيل".

## الروابط الخارجية
- Hammill Institute official website